# 油機兵
油機是中華民國海軍中一個士官兵科，該兵科的士兵一般稱作油機兵，通常會隸屬輪機部門，主要工作為保養整修船艦的輪機裝備。